# Symmetrische Kryptologie
Die symmetrische Kryptologie ist ein Teilgebiet der Kryptologie und beschäftigt sich mit dem Entwurf und der Analyse symmetrischer kryptographischer Verfahren. 
Dazu zählen neben symmetrischen Verschlüsselungsverfahren, also Blockchiffren und deren Betriebsmodi sowie Stromchiffren, auch kryptologische Hashfunktionen und Message Authentication Codes.